# RFC4
Репликациони фактор Ц, подјединица 4 је протеин који је код људи кодиран RFC4 геном.
За елонгацију прајмираног ДНК шаблона ДНК полимеразе делта и ДНК полимеразе епсилон неопходни су помоћни протеини: пролиферативни ћелијски нуклеарни антиген (ПЦНА) и репликациони фактор Ц (RFC). RFC, такође познат као активатор 1, је протеински комплекс који се састоји од пет подјединица са 140, 40, 38, 37, и 36 kDа. Ова подјединица формира сржни комплекс са 36 и 40 kDа подјединицама. Комплекс манифестује ДНК зависно АТПазно дејство, које може да стимулише ПЦНА у ин витро системима. Познате су алтернативно сплајсоване трансцриптне варијанте које кодирају различите изоформе.

## Интеракције
RFC4 формира интеракције са BRD4, RFC2, RFC3, CHTF18, PCNA i RFC5.